# Herrschaft Tonna
Die Herrschaft Tonna war eine territoriale Verwaltungseinheit der Ernestinischen Herzogtümer. Sie bestand aus mehreren Dörfern um den Ort Gräfentonna nördlich von Gotha, welche alle zunächst unter der Patrimonialgerichtsbarkeit der Grafen von Tonna und Gleichen standen. Nach dem Aussterben der Grafen von Tonna und Gleichen im Jahr 1631 kam die Herrschaft Tonna an die Schenken von Tautenburg und 1640 an die Grafschaft Waldeck. Nach dem Verkauf an den Herzog von Sachsen-Gotha-Altenburg im Jahr 1677 wurde die Herrschaft als Amt Tonna weitergeführt. Die Landeshoheit lag ab 1826 beim Herzogtum Sachsen-Coburg und Gotha. 
Bis zur Verwaltungs- und Gebietsreform des Herzogtums Sachsen-Coburg und Gotha im Jahr 1858 und der damit verbundenen Auflösung bildete die ehemalige Herrschaft Tonna als Amt den räumlichen Bezugspunkt für die Einforderung landesherrlicher Abgaben und Frondienste, für Polizei, Rechtsprechung und Heeresfolge.

## Geographische Lage
Das Gebiet der Herrschaft Tonna lag im südlichen Thüringer Becken nördlich von Gotha. Die Niederpflege lag nordwestlich, die Oberpflege südöstlich der Fahner Höhe. Die Orte Gräfentonna und Burgtonna liegen an der Tonna, welche in die Unstrut entwässert. Aschara, Eckardtsleben und Illeben liegen an Nebenflüssen der Tonna. Die Orte Döllstädt, Töttelstädt und Bienstädt liegen an Nebenflüssen der Gera, welche ebenfalls in die Unstrut entwässert. Eschenbergen liegt südwestlich der Fahner Höhe; die Bäche im Ortsgebiet entwässern in die Nesse und mit ihr in die Werra.
Die Orte der Herrschaft Tonna liegen heute im Zentrum von Thüringen. Gräfentonna, Burgtonna, Dölstädt und Bienstädt liegen im Norden des Landkreises Gotha. Töttelstädt ist ein Stadtteil von Erfurt; Illeben, Aschara und Eckardtsleben gehören zum Unstrut-Hainich-Kreis. 

## Angrenzende Verwaltungseinheiten
Seit der Gründung des Herzogtums Sachsen-Gotha-Altenburg im Jahr 1672 bzw. der Landesteilung 1680 grenzten die Orte der Herrschaft Tonna an folgende Verwaltungseinheiten: 
Niederpflege
- Norden: Amt Langensalza (Kurfürstentum Sachsen, 1815 zum preußischen Landkreis Langensalza) und Großvargula (anteilig zum kursächsischen Amt Langensalza bzw. zum Erfurter Staat (Kurmainz), 1815 zum preußischen Landkreis Langensalza)
- Nordosten: Amt Herbsleben (Herzogtum Sachsen-Gotha) und Erfurter Staat (bis 1802 zu Kurmainz, 1815 endgültig zu Preußen)
- Osten: Herrschaft Fahner (Herzogtum Sachsen-Gotha)
- Süden: Amt Gotha (Herzogtum Sachsen-Gotha)
- Südwesten: Wangenheimsches Gericht (Herzogtum Sachsen-Gotha)
- Westen: Exklave Wiegleben des Amts Gotha (Herzogtum Sachsen-Gotha)

Oberpflege
- Norden: Herrschaft Fahner (Herzogtum Sachsen-Gotha)
- Osten und Süden: Erfurter Staat (bis 1802 zu Kurmainz, 1815 endgültig zu Preußen)
- Westen: Amt Gotha (Herzogtum Sachsen-Gotha)

## Geschichte

### Die Herrschaft Tonna unter den Grafen von Tonna und Gleichen

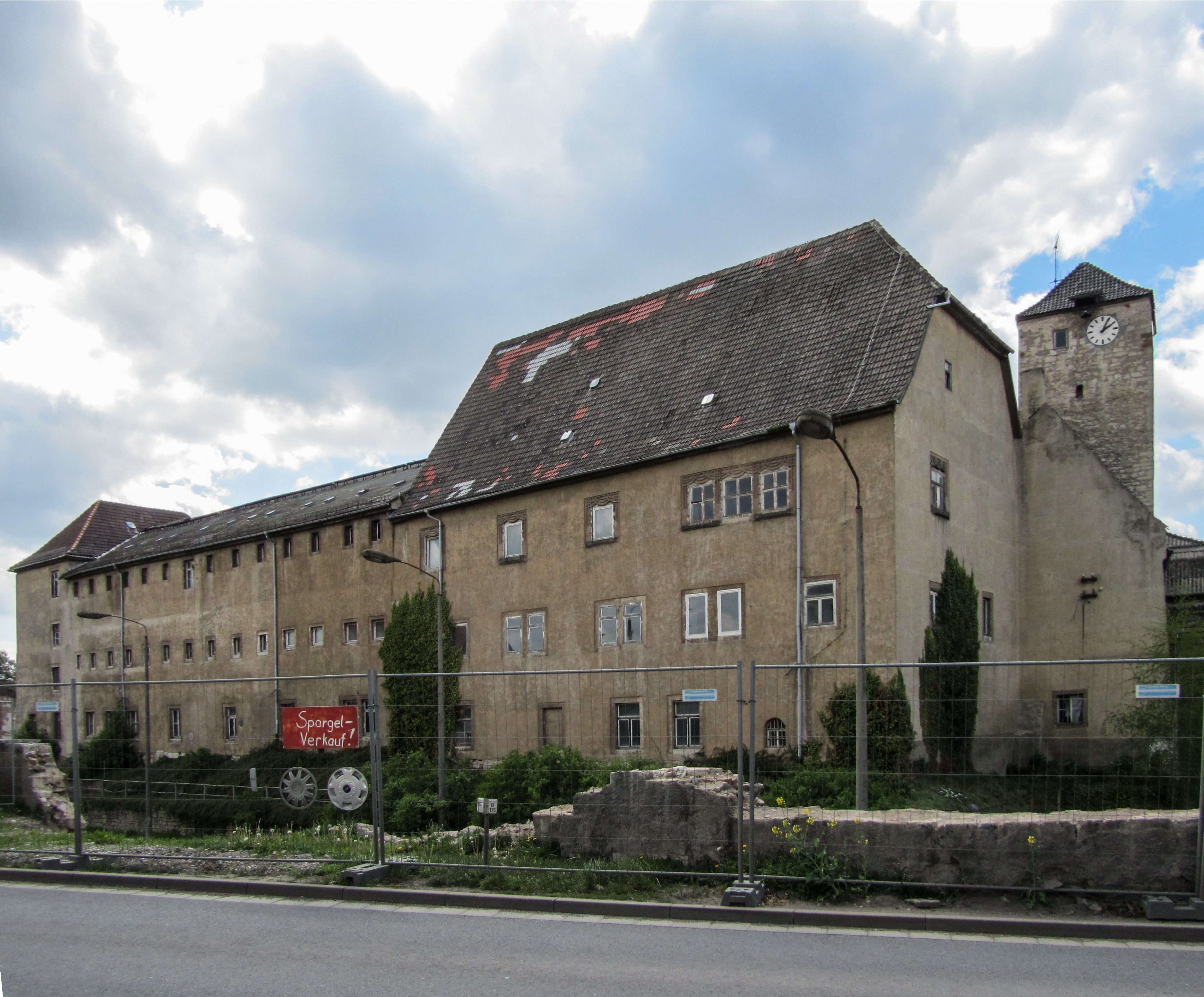
Die Kettenburg in Gräfentonna

In der Gegend um Tonna nördlich von Gotha herrschte nachweislich ab Ende des 11. Jahrhunderts das Geschlecht der Grafen von Tonna und späteren Grafen von Gleichen. Ihr Stammsitz war das Schloss Kettenburg in Gräfentonna. Graf Erwin I. († 1116) wurde im Jahr 1089 als erster Regent erwähnt, welcher sich nach dem Stammsitz Tonna als „Graf von Tonna“ bezeichnete. 
Die Grafen von Tonna standen im Dienst der Erzbischöfe von Mainz und erwarben im Jahre 1120 die Vogtei über die Stadt Erfurt, deren Schutzvögte sie seitdem waren. Weiterhin verfügten sie über umfangreichen Grund- und Lehnsbesitz vor allem in der Umgebung von Erfurt und im Eichsfeld, darunter mehrere Burgen. 1162 belehnte das Erzbistum Mainz Graf Erwin II. († um 1193) mit der Burg Gleichen bei Gotha, nach der sich eine Linie des Geschlechts seitdem als Grafen von Tonna und Gleichen bzw. später Grafen von Gleichen bezeichnete. Die Burg Gleichen selbst wurde bis 1455 ihr neuer Stammsitz, bevor dieser wieder nach Tonna (Gräfentonna) zurückverlegt wurde. Unter Lambert II. von Gleichen erreichten die Grafen von Tonna und Gleichen im 13. Jahrhundert einen Höhepunkt ihrer Machtentfaltung, gerieten aber wegen ihrer Lehnsbindung an Mainz in zunehmende Gegnerschaft zum Thüringer Landgrafenhaus. 
1290 verkauften die Grafen ihre Vogteirechte in Erfurt an die Stadt, und 1294 mussten sie ihre eichsfeldischen Besitzungen samt Burgen an das Erzstift Mainz verkaufen. 1373 endete auch die Vogtei über das Peterskloster in Erfurt. Diese Phase des Niederganges erfuhr im Jahr 1342 durch die Belehnung mit Ohrdruf durch den Thüringer Landgrafen Balthasar eine Wende. In der Folgezeit entstand um die Stadt durch weitere Gebietserwerbungen die Grafschaft Gleichen. Zur selben Zeit wurden die Grafen Lehnsleute der Wettinischen Markgrafen von Meißen, doch erschienen sie bis 1521 in der Reichsmatrikel. Eine Nebenlinie besaß die Herrschaften Blankenhain, Niederkranichfeld und Remda. 
Nach 1416 einigten sich die drei Söhne der Grafen von Gleichen auf eine Teilung des Gesamtbesitzes. Dabei erhielt der zweite Sohn, Hans Ludwig von Gleichen, die Herrschaft Tonna. Er residierte auf Schloss Kettenburg in Tonna und war somit Herr über die Orte Gräfentonna, Burgtonna, Töttelstädt, Aschara, Döllstädt, Eckardtsleben, Illeben und Bienstädt. 1455 wurde der Stammsitz der Grafen von Gleichen zurück nach Tonna verlegt. Nachdem im Jahr 1590 in der Herrschaft Tonna der letzte Regent verstorben war, wurde die Residenz der Grafen von Gleichen nun offiziell nach Ohrdruf verlegt, wo sich mit dem Schloss Ehrenstein seit 1550 die neue Residenz der Grafen von Gleichen befand. Während des Dreißigjährigen Krieges wurden die Dörfer Östertonna und Reifenheim verwüstet.
1631 starb das dem Obersächsischen Reichskreis angehörige Grafengeschlecht der Grafen von Gleichen und Tonna aus. Von den verbliebenen Gütern gelangte die „Obergrafschaft Gleichen“ mit Ohrdruf als Lehen an die Grafen von Hohenlohe, die „Untergrafschaft Gleichen“ als Lehen an die Fürsten von Schwarzburg-Sondershausen (Schwarzburg-Arnstadt). Die Burg Gleichen mit Wandersleben fiel zunächst an das Erzstift Mainz zurück und kam im 19. Jahrhundert zu Preußen.
Die Herrschaft Tonna gelangte hingegen an die Schenken von Tautenburg, 1638/40 an die Grafschaft Waldeck und 1677 durch Kauf an das Herzogtum Sachsen-Gotha-Altenburg, welches das Gebiet seitdem als Amt verwaltete.

### Das Amt Tonna unter den Herzögen von Sachsen-Gotha
Die Kettenburg, d. h. das „alte Gräfliche Schloss“ diente ab der Mitte des 17. Jahrhunderts bis 1861 als fürstliches Amtshaus des Herzogs zu Sachsen-Gotha. 1677 entstand im Auftrag von Herzog Friedrich I. von Sachsen-Gotha das „Neue Schloss“ am Markt in Gräfentonna. Der obergleichische Anteil von Eschenbergen gehörte nach dem Erwerb der ehemaligen Gleichischen Herrschaft Tonna im Jahr 1677 zum Amt Tonna. Dieses verblieb beim „Gothaer Hauptrezess“ im Jahr 1680 beim stark verkleinerten Herzogtum Sachsen-Gotha-Altenburg.
Nach dem Aussterben der Linie Sachsen-Gotha-Altenburg kam es mit dem Teilungsvertrag zu Hildburghausen vom 12. November 1826 zur umfassenden Neugliederung der Ernestinischen Herzogtümer. Dabei kam das Amt Tonna als Teil von Sachsen-Gotha zum Herzogtum Sachsen-Coburg und Gotha, dessen beide Landesteile fortan in Personalunion regiert wurden. Bei der im Jahr 1830 erfolgten Verwaltungsreform wurde das Amt Tonna als „Justizamt Tonna“ weitergeführt, zu dem neben den neun Amtsorten noch die drei nördlichsten Orte des Amtes Gotha (Ballstädt, Eschenbergen (Amtsanteil) und Wiegleben) und die drei Orte der Herrschaft Fahner (Großfahner, Kleinfahner, Gierstädt) kamen.
Das Herzogtum Sachsen-Coburg und Gotha wurde 1858 in selbständige Städte und Landratsämter gegliedert. Dabei wurde das Justizamt Tonna in Verwaltungsaufgaben dem Landratsamt Gotha unterstellt. Als Justizbehörde bestand das Justizamt Tonna zunächst fort. Es wurde 1858 um den Amtsgerichtsbezirk Herbsleben und 1869 um den Bezirk des Justizamts Volkenroda vergrößert, welcher als Exklave bisher seine eigene Verwaltung unterhielt. Im Jahr 1879 wurden die Gothaischen Justizämter in Amtsgerichte umgewandelt. Dabei übernahm das Amtsgericht Tonna die Justizaufgaben des Justizamts Tonna.

## Zugehörige Orte

### Niederpflege
Dörfer
- (Gräfen-)Tonna
- Burgtonna
- Aschara
- Döllstädt
- Eckardtsleben
- Illeben
- Eschenbergen (Obergleichischer Anteil, ab 1677)

Burgen und Schlösser
- Schloss Tonna in Gräfentonna
- Neues Schloss in Gräfentonna

Wüstungen
- Östertonna
- Reifenheim

### Oberpflege
Dörfer
- Bienstädt
- Töttelstädt

Wüstung
- Hofhusen (bei Bienstädt)